# Bagno di Romagna
Bagno di Romagna (místním nářečím Bagne ed Romàgna) je vesnice a comune (samosprávná obec) v provincii Forlì-Cesena v italském regionu Emilia-Romagna. Jedná se o proslulé lázně, nacházející se v údolí řeky Savio asi 90 km jihovýchodně od Bologny a 50 km jižně od Ceseny.

## Geografie
Comune di Bagno di Romagna sousedí s těmito samosprávnými obcemi: Bibbiena, Chiusi della Verna, Mercato Saraceno, Poppi, Pratovecchio Stia, Santa Sofia, Sarsina, Verghereto.
Součástí samosprávné obce Bagno di Romagna jsou tyto frazioni: Acquapartita, Careste, Casanova dell'Alpe, Crocedevoli, Crocesanta, Larciano, Montegranelli, Monteguidi, Paganico, Pietrapazza, Poggio alla Lastra, Ridracoli, Rio Petroso, Rio Salso, Saiaccio, San Piero in Bagno (capoluogo, tedy správní centrum, celé samosprávné obce), San Silvestro, Selvapiana, Strabatenza, Valgianna, Vessa

## Demografie
Vývoj počtu obyvatel celé samosprávné obce:

## Památky
- Palazzo del Capitano (Kapitánův palác), nyní sídlo Národního parku Foreste Casentinesi, Monte Falterona e Campigna
- Basilica di Santa Maria Assunta (Bazilika nanebevzetí svaté panny Marie), založena údajně roku 860
- La fontaine du Chiardovo
- Jezero Ridracoli ve stejnojmenné frazione
- Národní park Foreste Casentinesi, Monte Falterona, Campigna
- Přírodní rezervace Sasso Fratino, držitel Evropského diplomu chráněného území

## Partnerská města
- Moutiers, Meurthe-et-Moselle, Francie (od roku 1989)[4]
- Rapperswil, St. Gallen, Švýcarsko (od roku 1991)[4]

## Galerie

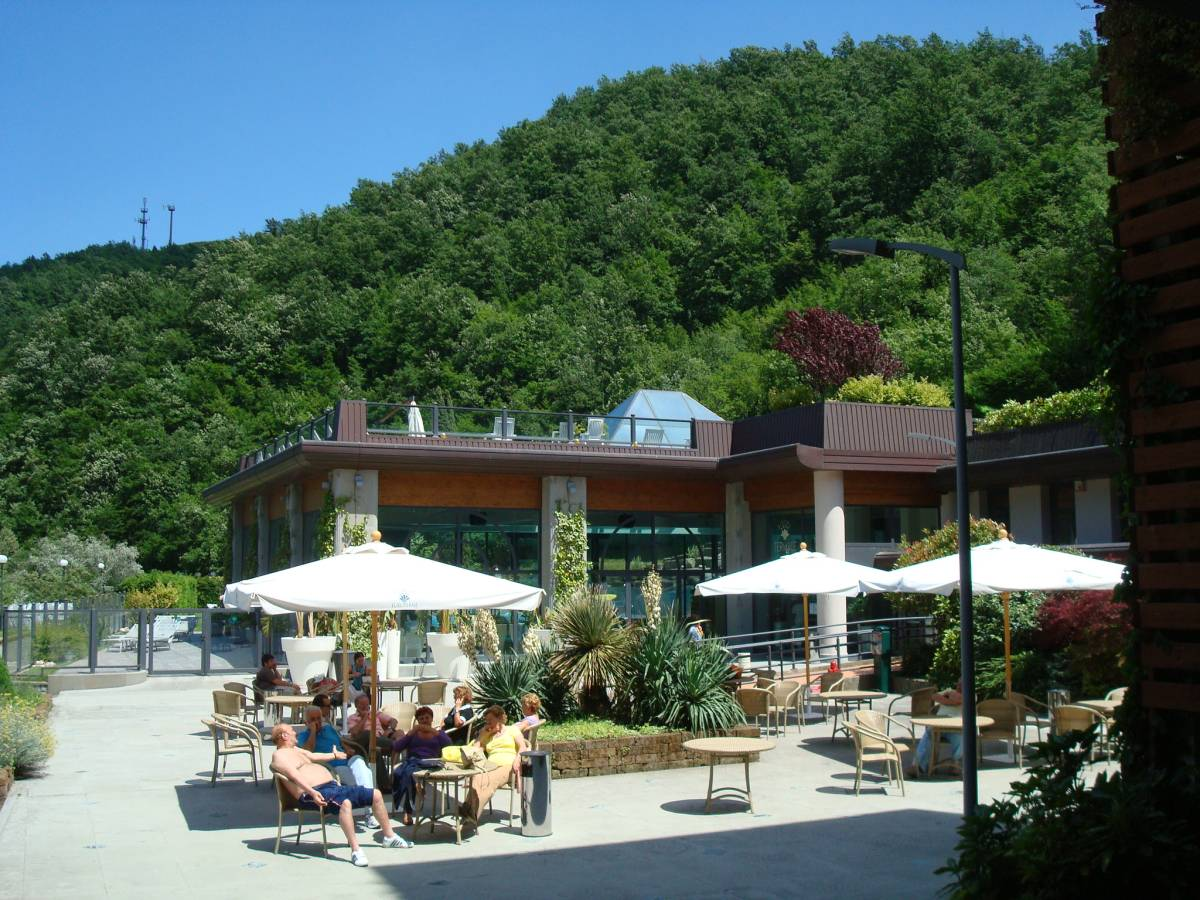
Lázně Bagno di Romagna
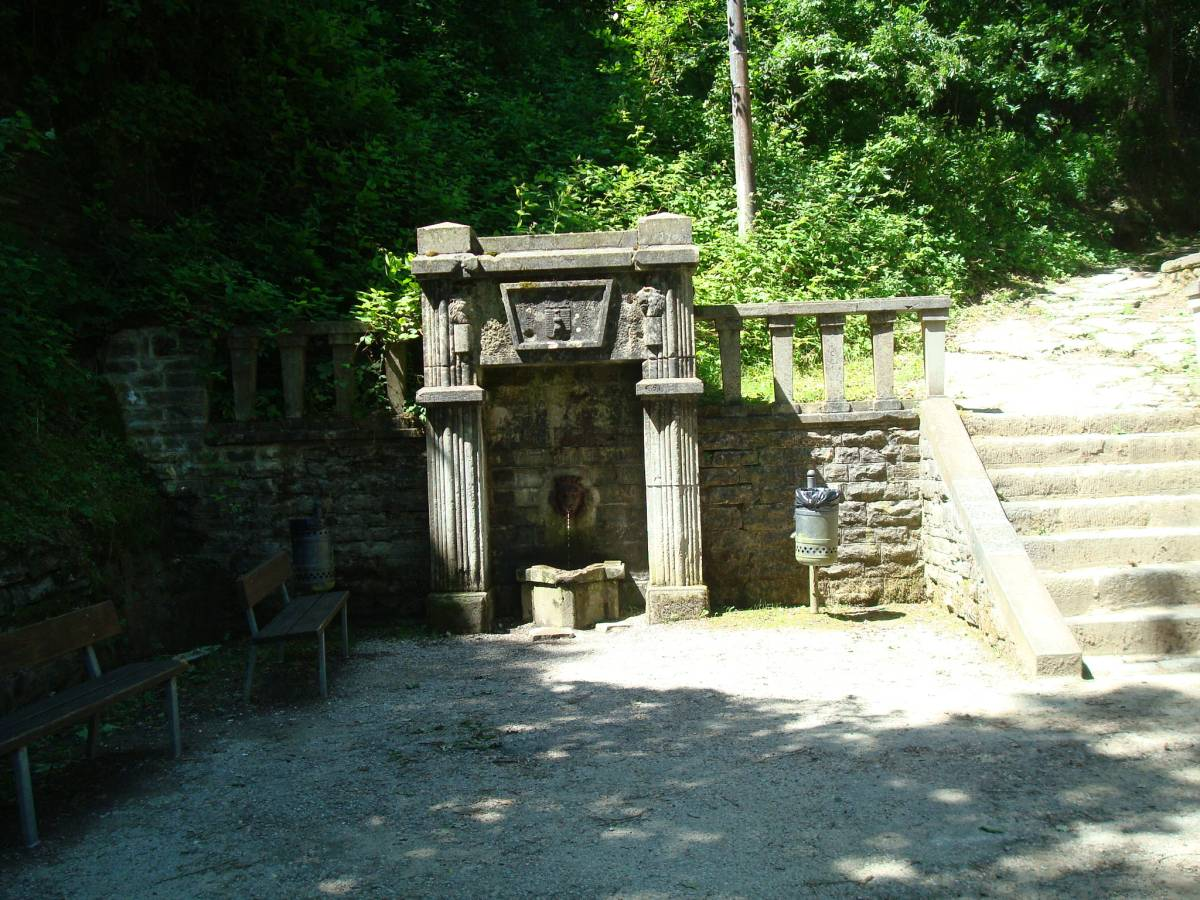
La fontaine du Chiardovo